# Tangará da Serra
Tangará da Serra est une ville brésilienne de l'État du Mato Grosso. Sa population était estimée à 72 311 habitants en 2006. La municipalité s'étend sur 11 566 km2.

## Maires
| Période | Période | Identité                  | Étiquette | Qualité |
| ------- | ------- | ------------------------- | --------- | ------- |
| 2009    | 2012    | Júlio César Davoli Ladeia | PR        |         |

## Édifices religieux

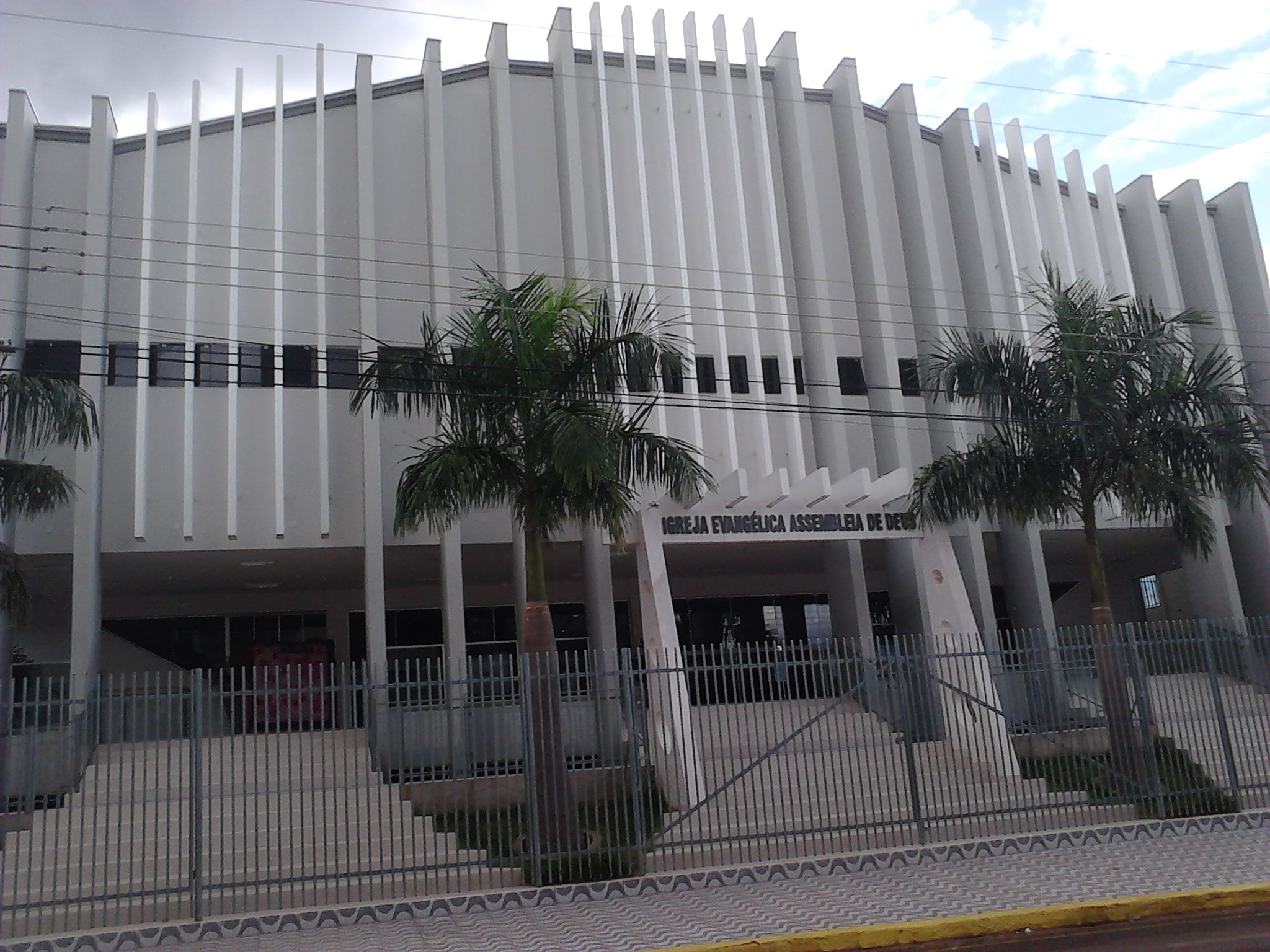
Bâtiment de l’Igreja Evangélica Assembleia de Deus.

- Igreja Evangélica Assembleia de Deus (Assemblées de Dieu)
- Igreja Nossa Senhora Aparecida (Église catholique)